# 铜光冬青
铜光冬青（学名：Ilex cupreonitens）为冬青科冬青属的植物。分布于中国大陆的云南等地，生长于海拔1,800米至2,200米的地区，常生长在山地混交林下，目前尚未由人工引种栽培。